# Kanton Quila Quila
Der Kanton Quila Quila (auch: Tajchi) ist ein Verwaltungsbezirk im Departamento Chuquisaca im südamerikanischen Anden-Staat Bolivien.

## Lage im Nahraum
Der Kanton Quila Quila ist einer von dreizehn Cantones des Landkreises (bolivianisch: Municipio) Sucre in der Provinz Oropeza und liegt im südwestlichen Teil des Landkreises. Es grenzt im Norden an den Kanton Maragua, im Südwesten an das Departamento Potosí, im Südosten an das Municipio Yotala, und im Osten an den Kanton San Sebastian.
Der Kanton erstreckt sich zwischen 19° 04' und 19° 10' südlicher Breite und 65° 20' und 65° 28' 30" westlicher Breite, er misst von Norden nach Süden bis zu zehn Kilometer und von Westen nach Osten bis zu fünfzehn Kilometer. Der Kanton besteht aus sieben Ortschaften (localidades), zentraler Ort ist Tajchi mit 673 Einwohnern (Volkszählung 2012) im zentralen Teil des Kantons.

## Geographie
Der Kanton Quila Quila liegt östlich des bolivianischen Altiplano am Westrand der Cordillera Central. Das Klima ist ein gemäßigtes Höhenklima und ein typisches Tageszeitenklima, bei dem die mittlere Temperaturschwankung im Tagesverlauf stärker ausfällt als im Jahresverlauf.
Die Jahresdurchschnittstemperatur in den Tallagen des Kantons liegt bei etwa 16 °C (siehe Klimadiagramm Sucre), die Monatsdurchschnittswerte schwanken zwischen 14 °C im Juni/Juli und 17 °C im Oktober/November. Der Jahresniederschlag beträgt etwa 700 mm und weist fünf aride Monate von Mai bis September mit Monatswerten unter 25 mm auf, und eine deutliche Feuchtezeit von Dezember bis Februar mit Monatsniederschlägen zwischen 125 und 150 mm.

## Bevölkerung
Die Einwohnerzahl des Kantons ist in dem Jahrzehnt zwischen den beiden letzten Volkszählungen um etwa vierzig Prozent angestiegen:
| Jahr | Einwohner | Quelle           |
| ---- | --------- | ---------------- |
| 1992 | 1.216     | Volkszählung     |
| 2001 | 1.754     | Volkszählung     |
| 2012 | .         | noch keine Daten |

Aufgrund der historisch gewachsenen Bevölkerungsentwicklung weist die Region einen hohen Anteil an Quechua-Bevölkerung auf, im Municipio Sucre sprechen 61,6 Prozent der Bevölkerung die Quechua-Sprache.

## Gliederung
Der Kanton Quila Quila gliedert sich in die folgenden sieben Unterkantone (vicecantones), die jeweils aus nur einer Ortschaft bestehen:
- Comunidad Chullchuta – 118 Einwohner (2001)
- Comunidad Lecopaya – 144 Einwohner
- Comunidad Picachulo – 356 Einwohner
- Comunidad Purunquilla – 382 Einwohner
- Comunidad Sisipuco – 96 Einwohner
- Comunidad Tajchi – 492 Einwohner
- Comunidad Talula – 166 Einwohner